# Big Love Blanket
Big Love Blanket is het debuutalbum van de Nederlandse indierockband Personal Trainer. Het album werd uitgebracht op 4 november 2022.

## Ontvangst
Het album werd goed ontvangen door de pers. Reinier van der Zouw van OOR schreef dat men "dit najaar niet snel een plaat [zal] vinden waar meer vreugde vanaf spat dan deze." Volgens hem vestigde de band zich met Big Love Blanket "met stip als een van de meest belovende [sic] bands van ons land." Leon Pouwels van Written in Music noemde het album "grensoverschrijdende muziekbezieling in de breedste zin van het woord."
Louis Griffin van DIY vergeleek het album met werk van de indierockband Pavement. De frontman van deze band, Stephen Malkmus, produceerde eerder werk van Personal Trainers-frontman Willem Smit. Volgens Griffin wist Personal Trainer de "overtuigende euforie" van de jaren 90-indierock goed te vangen, maar bood het album niet méér dan dat.

## Tracklist
| Nr. | Titel                | Duur |
| --- | -------------------- | ---- |
| 1.  | Big Love Blanket     | 2:09 |
| 2.  | The Lazer            | 3:51 |
| 3.  | Rug Busters          | 3:53 |
| 4.  | Milk                 | 5:00 |
| 5.  | Key of Ego           | 4:47 |
| 6.  | Texas in the Kitchen | 4:24 |
| 7.  | Cut Loose            | 3:27 |
| 8.  | The Money Department | 1:11 |
| 9.  | Former Puppy         | 4:15 |
| 10. | Vaalserberg Hero     | 3:15 |

- MusicBrainz release group: 33f05008-484a-427b-9589-e270ee263deb